# 하켈리네 브라카몬테스
자클린 브라카몬테스(Jacqueline Bracamontes, 1979년 12월 23일 ~ )는 멕시코의 배우, 미인 대회 우승자, 전직 모델이다. 2000년 누에스트라 벨레사 할리스코, 2000년 누에스트라 벨레사 멕시코에서 우승하였다. 또한, 미스 유니버스 2001의 멕시코 대표로 출전하였다.